# Torny-le-Grand
Torny-le-Grand est une localité et une ancienne commune et une localité du canton de Fribourg, située dans le district de la Glâne.

## Histoire
Occupé depuis la préhistoire, le site de Torny-le-Grand est mentionné pour la première fois en 766 lorsque l'abbaye de Saint-Maurice le reçoit en propriété. Le village appartient ensuite aux comtes de Savoie jusqu'en 1360, puis passe entre plusieurs mains avant d'être rattaché au bailliage de Romont en 1536. Érigé en commune, il est successivement rattaché successivement au district de Payerne en 1798, au district de Romont en 1803, au district de Montagny en 1815, au district de Dompierre de 1830 avant de finalement rejoindre le district de la Glâne à sa création, en 1848.
En 2004, la commune a fusionné avec sa voisine Middes pour former la nouvelle commune de Torny.

## Patrimoine bâti
Le village compte une chapelle dédiée à Saint-Nicolas, une église paroissiale ainsi que le Château de Torny, de 1602 à 1798 propriété de la famille de Diesbach-Torny et aujourd'hui classé comme bien culturel d'importance nationale.